# Confine tra Serbia e Ungheria
Il confine tra la Serbia e l'Ungheria descrive la linea di demarcazione tra questi due Stati. Ha una lunghezza di 152 km.

## La formazione del confine
Il confine è stato istituito nel 1918 dopo la creazione del Regno dei Serbi, Croati e Sloveni, durante la seconda guerra mondiale si spostò a favore dell'Ungheria. Dopo la guerra si ripristinarono i confini precedenti e divenne il confine tra Ungheria e Jugoslavia.
All'inizio degli anni '90, dopo la dissoluzione della Jugoslavia e la creazione della Repubblica federale di Jugoslavia, è stato istituito il confine con tale repubblica, mantenendo sempre lo stesso tracciato. Il confine rimase identico anche dopo la conversione della Repubblica Federale di Jugoslavia in Serbia e Montenegro nel 2003. Dopo lo scioglimento della Serbia e Montenegro e la creazione, nel 2006, di una Serbia di nuovo indipendente, il confine è rimasto nel tracciato presente, senza mutare.
Nel 2015 l'Ungheria costruisce al confine con la Serbia un muro per proteggere il paese dall'ondata migratoria verificatasi nei Balcani. Era dal 1989 che l'Europa non aveva più un muro che la separasse.

## Caratteristiche
Il confine inizia alla triplice frontiera tra Croazia, Serbia ed Ungheria e termina alla triplice frontiera tra Romania, Serbia ed Ungheria.

## Situazione politica
L'avvicinamento politico della Serbia all'Unione europea sta portando lentamente ad un allentamento dei controlli alla frontiera, intensificando gli scambi economici tra i due paesi